# عروسک زنده بیولوژیکی
عروسک زنده بیولوژیکی پروژه‌ای هنری به اسم(ژنپت) Genpet بوده‌است که توسط شخصی به نام Adam Brandejs در سال ۲۰۰۶ در برخی از گالری‌های هنری کانادا و اروپا به نمایش درآمده است. عروسک‌های به نمایش درآمده در گالری هنری Adam Brandejs: از جنس پلاستیک و لاتکس بوده و با استفاده از قطعات الکترونیکی، آن‌ها را مانند روباتی به حرکت درمی‌آورد. این عروسک‌ها هنگام تنفس، سرشان را تکان می‌دادند و حس زنده بودنشان را القا می‌کردند. سازنده این آثار هنری؛ فریب مردم را با جزییات دقیق؛ بخشی از پروژه خود نامید.او خود را مخالف مهندس زیستی معرفی نکرده است بلکه  گفته است:من مخالف مهندس زیستی نیستم و به سادگی مردد هستم که از کجا و چگونه و توسط چه‌کسی و به چه منظوری استفاده می‌شود. هدف اصلی او از این نمایشگاه هشدار نسبت به ایجاد تغییر ژنتیکی در موجودات زنده بود.